# Smilacaceae
Smilacaceae is een botanische naam, voor een familie van eenzaadlobbige planten. Een familie onder deze naam wordt de laatste decennia vrij regelmatig erkend door systemen van plantentaxonomie, en ook door het APG-systeem (1998) en het APG II-systeem (2003).
Het gaat dan om een niet al te kleine familie, met enkele honderden soorten in een, twee of drie geslachten. Soorten van de familie worden gevonden in de tropische en de warmere gebieden van de wereld. De leden van deze familie hebben houtachtige wortels en een klimmende of rankende vorm. Sommige hebben houtachtige stengels, vaak met doorns, andere zijn boven de grond kruidachtig en doornloos.
Andere plaatsingen van de familie:
- Het Cronquistsysteem (1981) plaatst haar in de orde Liliales, in een onderklasse Liliidae, in een klasse Liliopsida [=eenzaadlobbigen], in een divisie Magnoliophyta [=bedektzadigen].
- Het Revealsysteem plaatst haar in een orde Smilacales, in een onderklasse Liliidae die geplaatst is zoals in het Cronquistsysteem.
- Het Thornesysteem (1992) plaatst haar in een orde Dioscoreales in een superorde Lilianae in een onderklasse Liliidae [=eenzaadlobbigen] van de klasse Magnoliopsida [=bedektzadigen].
- Het Dahlgrensysteem behandelt haar zoals het Thornesysteem: zie boven.

## Trivia
Een bekend product van de familie is sarsaparilla, bekend als het lievelingsvoedsel van de Smurfen.